# Emblemariopsis tayrona
Emblemariopsis tayrona is een straalvinnige vissensoort uit de familie van snoekslijmvissen (Chaenopsidae). De wetenschappelijke naam van de soort is voor het eerst geldig gepubliceerd in 1987 door Acero P..